# Matematisk struktur
En matematisk struktur på en mængde, eller mere generelt en type, består af yderligere matematiske objekter, der på en eller anden måde sætter sig på (eller er relateret) til mængden, hvilket gør det lettere at visualisere eller arbejde med.
| Matematik | Spire Denne artikel om matematik er en spire som bør udbygges. Du er velkommen til at hjælpe Wikipedia ved at udvide den. |